# Sinagoga Ptuj
Sinagoga Ptuj je nekdanji verski ter kulturno-zgodovinski objekt na območju centra mesta Ptuj.
Sinagoga se je nahajala na območju današnje Jadranske ulice 9 za potrebe nekdaj vitalne judovske skupnosti na območju mesta. Po izgonu Judov je bil objekt spremenjen v krščansko cerkev Vseh svetih, nekoč imenovana Judovska ulica pa je bil spremenjena v Ulico Vseh svetih. Po jožefinskih reformah je bila cerkev kasneje opuščena in uporabljena za skladišče in bivalne prostore. 
Posamezne ostanke nagrobnih spomenikov, pisanih v hebrejščini hrani Ptujski muzej.

## Galerija
- Jadranska ulica
- Jadranska ulica